# Clavulina cirrhata
Clavulina cirrhata é uma espécie de fungo pertencente à família Clavulinaceae.